# Raffadali
Raffadali er en italiensk by (og kommune) i regionen Sicilien i Italien, med omkring 12.008(2023) indbyggere. 